# Flèche Enghiennoise
Das Straßenradrennen Flèche Enghiennoise war ein belgischer Radsportwettbewerb für Berufsfahrer, der als Eintagesrennen von 1965 bis 1969 in Enghien, an der Grenze der belgischen Provinzen Brabant und Hennegau veranstaltet wurde. Das Rennen hatte fünf Austragungen.

## Palmarès
- 1965  Rik Van Looy
- 1966  Piet Rentmeester
- 1967  Georges Vandenberghe
- 1968  Felice Gimondi
- 1969  Roger Pingeon